# ムラド・メルキ
ムラド・メルキ（Mourad Melki、1975年5月9日 - ）は、チュニジアの元サッカー選手。元チュニジア代表。ポジションはミッドフィールダー。

## 来歴
1998年5月にチュニジア代表デビュー。6月に開催された1998 FIFAワールドカップでは出場機会は無かった。2002 FIFAワールドカップで2大会連続でメンバーに選ばれ、2試合に出場した。2003年までに20試合に出場、2得点をあげた。

## 代表歴

### 出場大会
- チュニジア代表
  - 1998 FIFAワールドカップ
  - 2002 FIFAワールドカップ

### 試合数
- 国際Aマッチ 20試合 2得点（1998年-2003年）[1]

| チュニジア代表 | 国際Aマッチ | 国際Aマッチ |
| 年             | 出場        | 得点        |
| -------------- | ----------- | ----------- |
| 1998           | 2           | 0           |
| 1999           | 3           | 0           |
| 2000           | 0           | 0           |
| 2001           | 1           | 1           |
| 2002           | 9           | 0           |
| 2003           | 5           | 1           |
| 通算           | 20          | 2           |